# In de autobus
In de autobus is een hoorspel van Štefan Kasarda. Die Zeit deiner Wiederkehr werd op 25 juni 1968 door de Westdeutscher Rundfunk uitgezonden. Paul Vroom vertaalde het en de KRO zond het uit in het programma Dinsdagavondtheater op dinsdag 30 juni 1970. De regisseur was Léon Povel. Het hoorspel duurde 46 minuten.

## Rolbezetting
- Wiesje Bouwmeester
- Tonny Foletta

## Inhoud
Een Slowaaks vrouwtje uit Polianski dat kennelijk nooit ver van huis is geweest, moet naar een haar onbekend dorpje waar haar zoon woont die drie maanden tevoren is getrouwd. Op de stille zaterdagavond is zij de enige passagier in de bus. De chauffeur is een onbehouwen praatzieke vent die er prat op gaat dat hij zich door niemand de wet laat voorschrijven. Als hij wil praten, dan zal hij ook antwoord hebben. Uit het gesprek dat ontstaat krijgen wij het beeld van de vrouw, haar schoondochter, haar zoon en de chauffeur. Dat beeld verandert echter als de vrouw al de volgende ochtend met de eerste rit van dezelfde bus weer naar huis terugkeert. De chauffeur wil weten wat er aan de hand is. Ze zal moeten praten. Hij kan niet vermoeden dat zij hem voor nogal onthullende feiten zal plaatsen waar hij niet onderuit kan, feiten die de vrouw haar leven lang niet zal kunnen vergeten…